# 주간 아사히
주간 아사히(일본어: 週刊朝日 슈칸아사히[*])는 1922년 창간한 일본의 주간 시사·대중잡지이다.
아사히 신문에서 매주 화요일에 발매하고 있으며. 1977년 일본ABC협회 등록했고, 2022년 12월 현재는 7만 4천여부 발행부수이다.

## 역사
- 1922년 2월 25일 대중들을 위한 정보지로써 창간. 창간 당시에는 순간(旬刊, 매달 상순, 중순, 하순에 발행)지로서 5, 15, 25일 발행하였고, 이름도 순간 아사히였는데, 한달 과월으로 선데이 마이니치도 발행하였으며, 4월 2일부터는 주간화되었고, 이름도 주간 아사히로 변경하였다.
- 당시는 사륙 배판, 36페이지, 정가 10전이었다. 1940년부터 신규격인 B5판 사이즈가 되었다. 전쟁으로 용지가 모자라기 전까지는 35만부 정도가 발행되었다.
- 종전직후에는 24페이지, 발행부수는 용지배당으로 3만5천부, 여기다 암거래로 입수한 종이까지 합쳐 9만5천부가 되었다.
- 1946년부터 아메리칸 코믹스 《블론디》를 일본어와 영어를 함께 사용하여 연재하였다.
- 1947년 10월 26일호부터, 문학자 다쓰노 유타카에 의한 연재대담 와스레에누 코토도모가 호평을 받았고, 부수가 늘기 시작하였다.
- 1948년 다자이 오사무와 야마자키 토미의 정사(주:사랑하는 사람이 같이 자살하는 걸 뜻합니다.) 사건의 경우, 7월 4일호의 지면 전부를 야마자키 도미에의 일기전문으로 뒤덮었고, 그 호는 당시 발행부수였던 13만부가 3시간반에 동이났다.
- 1950년 4월 2일호부터 요시카와 에이지의 《신 헤이케 모노가타리》가 연재되었고, 전후 주간지 소설 최초로 힛트하였다. 연재대담의 필자는 다카다 다모쓰, 우라마쓰 사미타로, 시시 분로쿠로 이어졌고, 1951년부터 도쿠가와 무세이의 《문객유용》이 인기를 끌었다.
- 1953년에 편집장인 오가 쇼조와 편집부가 전후 제1회 키쿠치칸 상을 수상하였다. 그 때는 부수가 30만부 정도였다.
- 이것을 전후로 하여 주간 산케이, 주간 요미우리, 주간 도쿄 등의 신문사 계열 주간지가 창가나 되었는데, 아사히와 마이니치가 1,2위를 다투었고, 주간아사히는 1954년 9월에 100만부를 돌파하였다.
- 1956년부터는 시시 분로쿠의 《오반》을 연재하기 시작하였다. 이 때는 발행부수의 약 4할이 가정배달이었는데, 가정의 주부들도 독자층으로 끌어들이는 편집방침을 생각하여, 사회적 어려운 문제를 알기쉽게 제공하는 《슈가코트 작전》으로 불린 편집방법으로 1958년 신년호는 150만부를 달성하였다.
- 1996년 아마추어 여자 대학생을 모델로 하는 등 연예인의 등용문으로써 주목받았던 시노야마 키신이 촬영한 표지가 종료되었으며 리뉴얼이 이루어졌다.
- 2023년 5월 30일 끝으로 휴간하였으며, 같은 해 6월 이후 종이 발행하지 않는다.

## 같이 보기
- 선데이 마이니치
- 아사히 신문